# 마이클 슈어
마이클 허버트 슈어(영어: Michael Herbert Schur, 1975년 10월 29일~)은 미국의 텔레비전 프로듀서, 각본가, 감독, 배우이다. 미국에서 리메이크된 코미디 시리즈 《오피스》의 제작과 각본을 맡았고, 《오피스》의 제작자 그레그 대니얼스와 함께 《팍스 앤 레크리에이션》을 공동 제작했다. 《굿 플레이스》의 제작을 비롯해 코미디 시리즈 《브루클린 나인-나인》을 공동 제작했으며, 《마스터 오브 제로》 시리즈의 프로듀서를 맡았다. 또한 《오피스》에서 모스 슈르트 역을 맡기도 했다. 2021년에는 피콕의 코미디 시리즈 《러더퍼드 폴스》를 동료 두 명과 함께 공동 제작했다.
슈어가 참여한 코미디는 주로 큰 규모의 다양한 출연진을 특징으로 하고 있으며, 슈어의 작품을 통해 여러 스타 배우가 등장하기도 했다. 슈어는 다른 사람들과 진정한 우정과 사랑을 만들어가는 희망적인 등장 인물을 통해 '따뜻한 인간미'를 담아내는 작품을 만들어낸다고 평가받고 있다. 2024년 9월 기준으로 슈어는 프라임타임 에미상에 21회 후보로 올랐으며, 《새터데이 나이트 라이브》와 《오피스》, 《나의 직장상사는 코미디언》을 통해 세 차례 수상의 영예를 안았다.